# Cinnamomum rigidissimum
Cinnamomum rigidissimum är en lagerväxtart som beskrevs av Ho Tseng Chang. Cinnamomum rigidissimum ingår i släktet Cinnamomum och familjen lagerväxter. Inga underarter finns listade i Catalogue of Life.